# Далин, Давид Юльевич
Давид Юльевич Далин (англ. David J. Dallin; наст. фам. — Левин; 24 мая 1889, Рогачёв, Могилёвская губерния — 21 февраля 1962, Нью-Йорк) — российский политический деятель, историк, политолог, редактор.

## Биография
Учился в Виленской и Петербургской гимназиях, затем на юридическом факультете Петербургского университета. Участвовал в студенческом движении. После ареста и краткого тюремного заключения (1910) эмигрировал; изучал политэкономию в Берлинском и Гейдельбергском университетах, в 1913 защитил в Гейдельберге докторскую диссертацию.
После Февральской революции возвратился в Россию, присоединился к интернационалистскому крылу меньшевиков. С 1917 года член Моссовета, редактор газеты «Печатник». В августе на меньшевистском съезде избран кандидатом в члены ЦК РСДРП(о). На Чрезвычайном съезде РСДРП(о) (ноябрь—декабрь 1917) избран членом ЦК.
В эмиграции с 1921 года. Член заграничной делегации РСДРП. Редактор газеты «Социалистический вестник». С начала 1930-х гг. при расколе так называемого мартовского крыла РСДРП образовал, вместе с Б. И. Николаевским и Р. А. Абрамовичем, группу «центра».
В США с 1940 года, отошёл от политической жизни, занимался научно-исследовательской работой по проблемам советской внутренней и внешней политики. Историк меньшевизма. Автор одиннадцати научных монографий.

## Взгляды
В изданной в 1922 книге «После войн и революций» утверждал, что Русская революция является буржуазной, а коммунистическое руководство охарактеризовал как «маскарад истории». Предрёк большевизму вырождение в бонапартистскую диктатуру, служащую интересам буржуазии. Считал, что ликвидация большевизма произойдёт не в результате народного восстания, а вследствие разложения правящей партии и переворота в её руководстве.

## Семья
Брат — Волин (Левин) Семён Юльевич (1883—1976) — юрист, автор книги «Меньшевики на Украине (1917—1921)».
Сын от первого брака Александр Даллин — американский историк-советолог, политолог, специалист по России и Восточной Европе.
Вторая жена Лилия Яковлевна Эстрин-Далин (1898—1981), урождённая Гинцберг, состояла в партии меньшевиков, в 1923 эмигрировала в Берлин. В 1933, с приходом нацистов к власти, переехала в Париж, где работала в качестве секретаря у Б. И. Николаевского в Международном институте социальной истории. Одновременно помогала сыну Троцкого, Льву Седову, в его работе над журналом «Бюллетень оппозиции».